# Coupe de la Fédération de Bahreïn de football
 (juin 2023).
Si vous disposez d'ouvrages ou d'articles de référence ou si vous connaissez des sites web de qualité traitant du thème abordé ici, merci de compléter l'article en donnant les références utiles à sa vérifiabilité et en les liant à la section « Notes et références ».
La Coupe de la Fédération de Bahreïn est une compétition officiel de football en Bahreïn. Il s'agit de la version bahreïnienne de la Coupe de la Ligue, cette compétition a été lancée en 2000 avec la participation des clubs de la première et la deuxième division du pays. Al Muharraq Club est l'équipe la plus titrée avec cinq fois.

## Palmarès
- 2000 : West Riffa
- 2001 : Riffa
- 2002 : non disputé